# Forêts tempérées du Fiordland
Localisation
Les forêts tempérées du Fiordland forment une écorégion définie par le fonds mondial pour la Nature (WWF). Elle couvre une bande côtière dans la région du Southland au sud-ouest de l'île du sud, en Nouvelle-Zélande. Elle appartient à l'écozone australasienne et au biome des forêts tempérées décidues et mixtes. 

## Protection
Près de l'intégralité de l'écorégion est protégée par le parc national de Fiordland (12 782 km²).

## Galerie

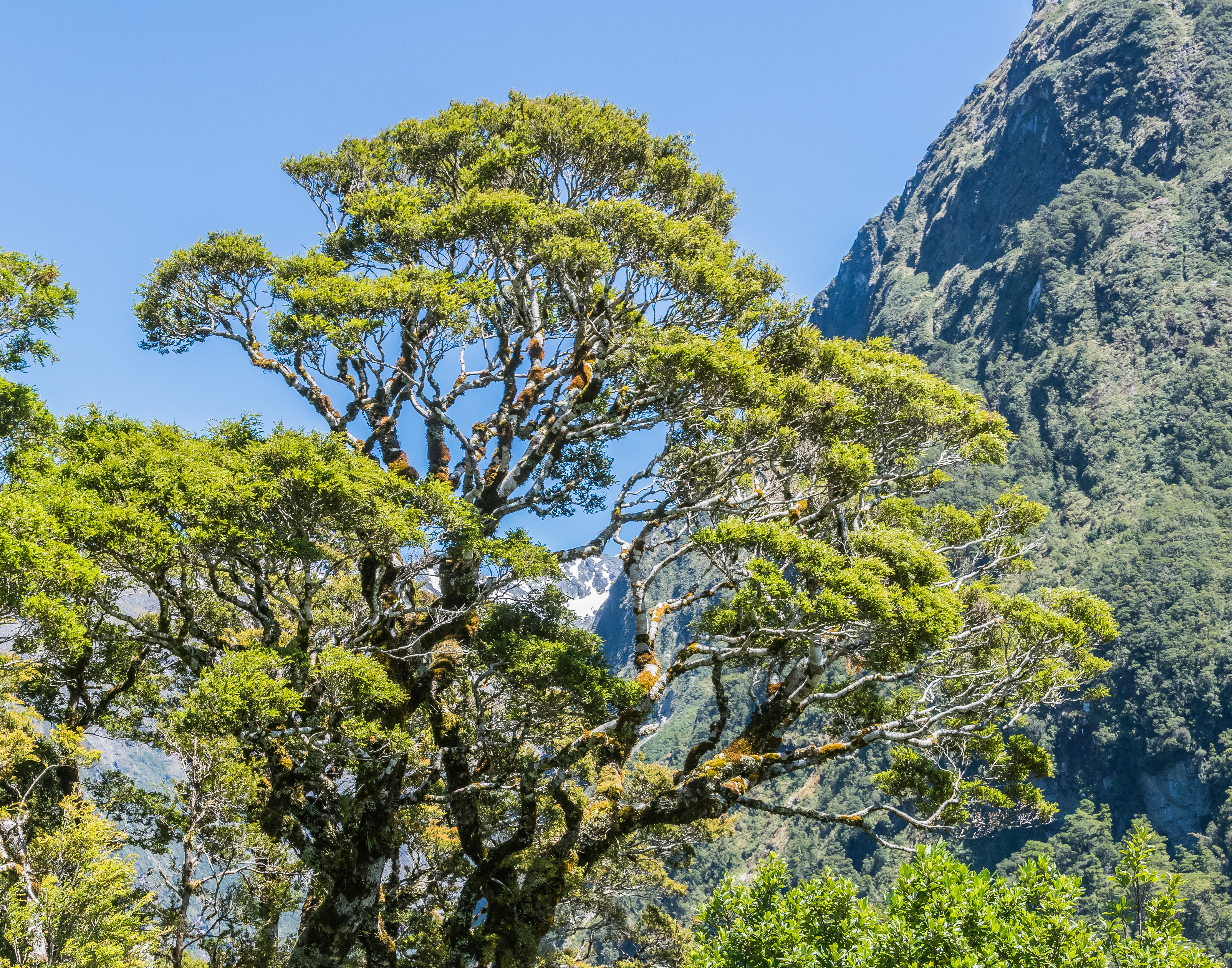
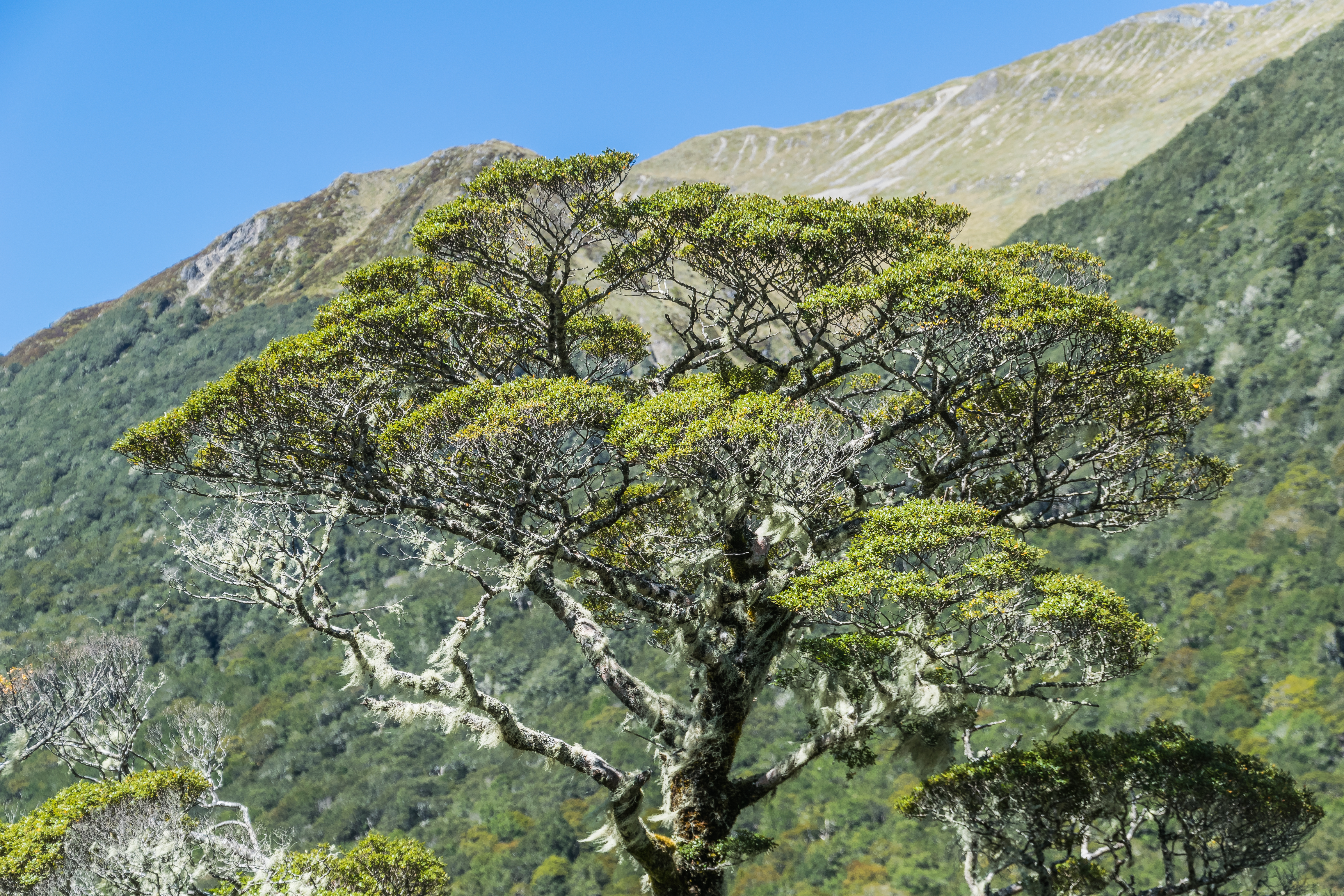
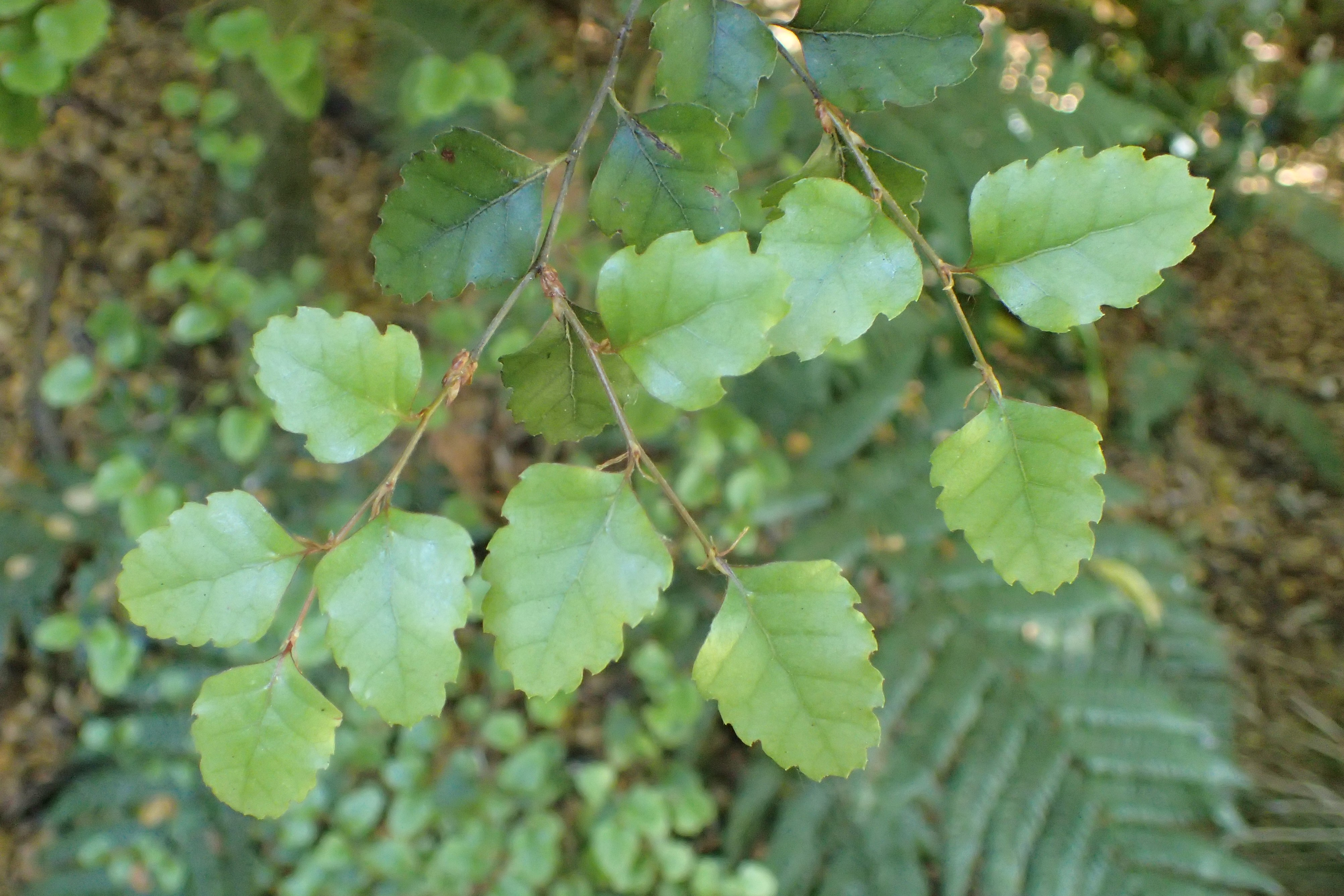
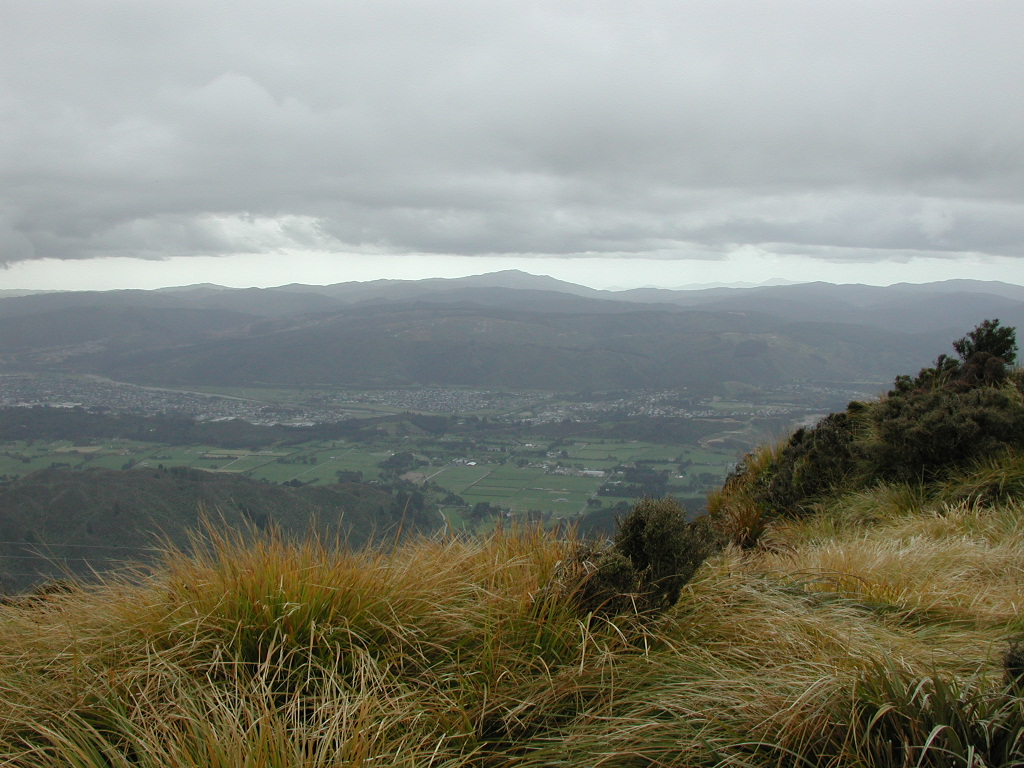
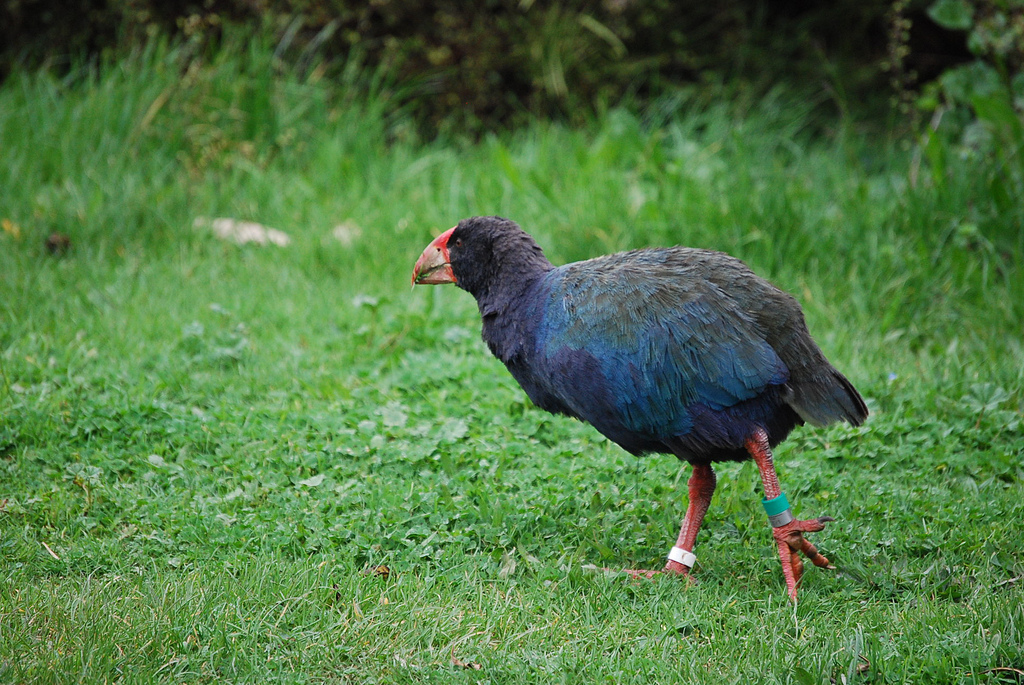
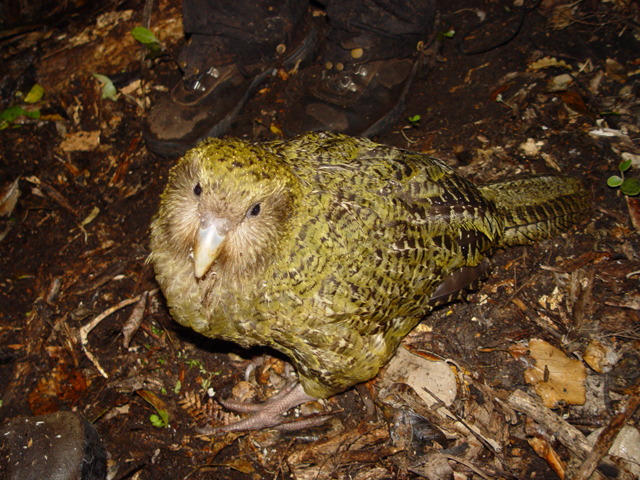
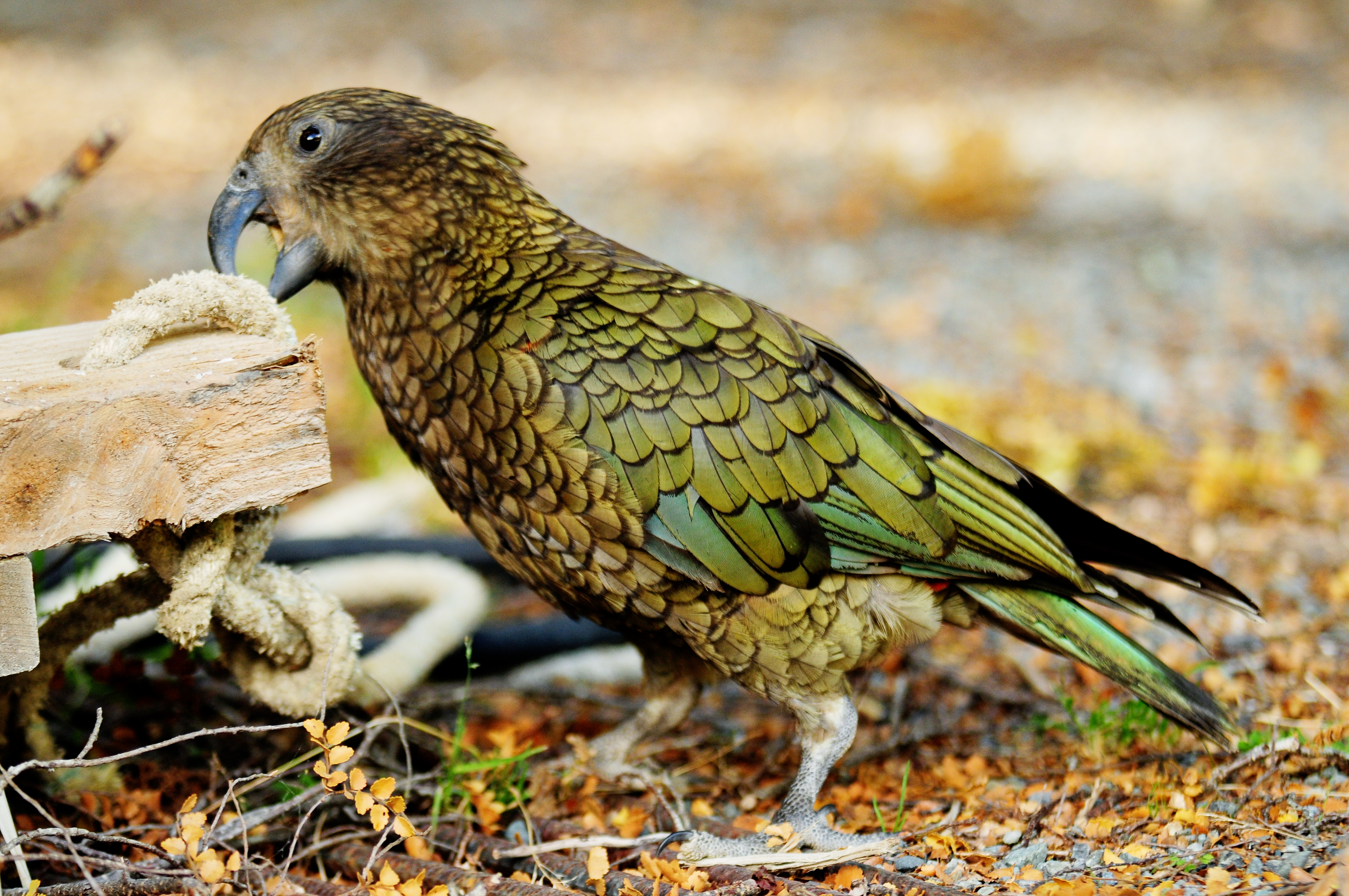
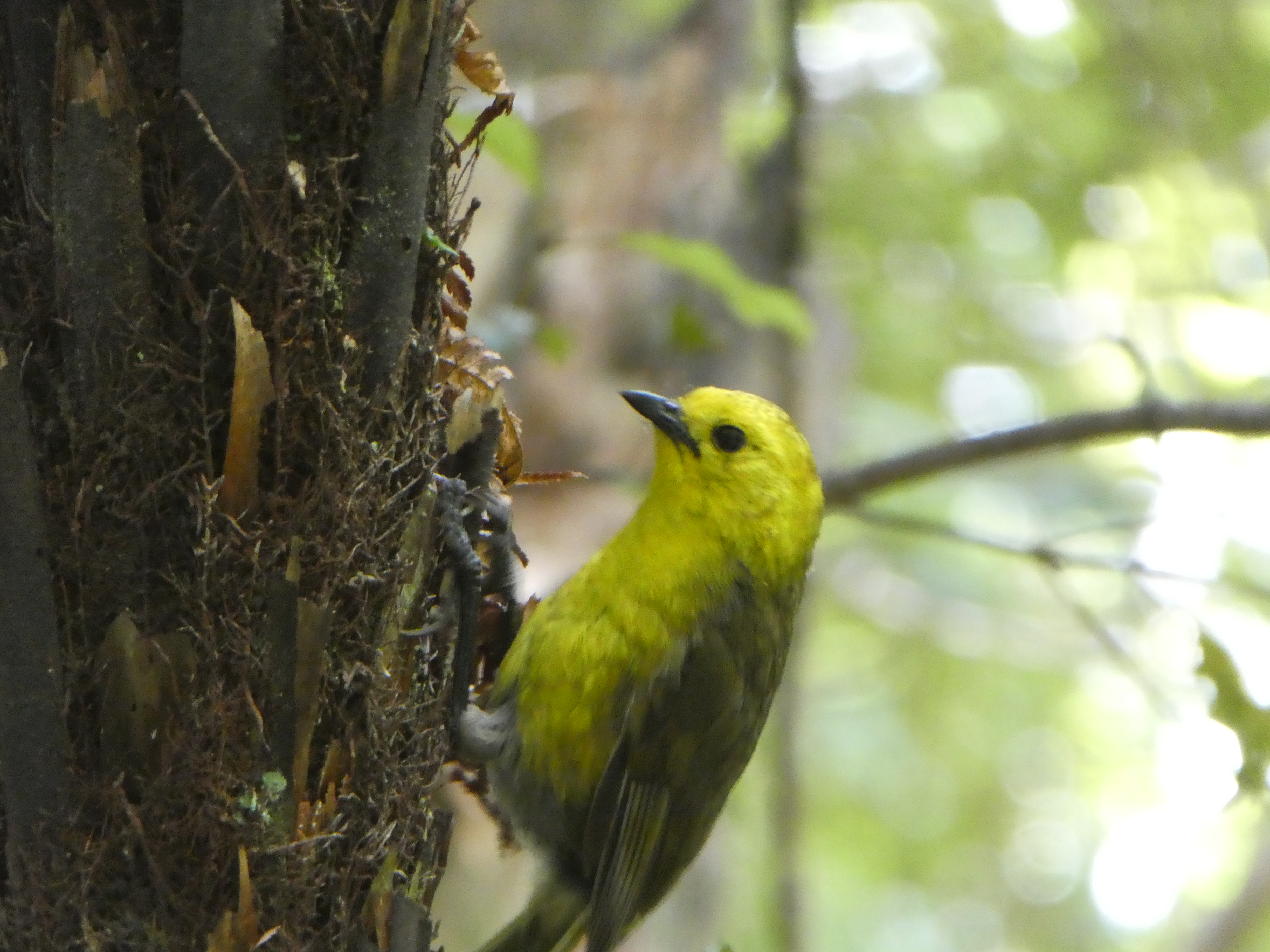
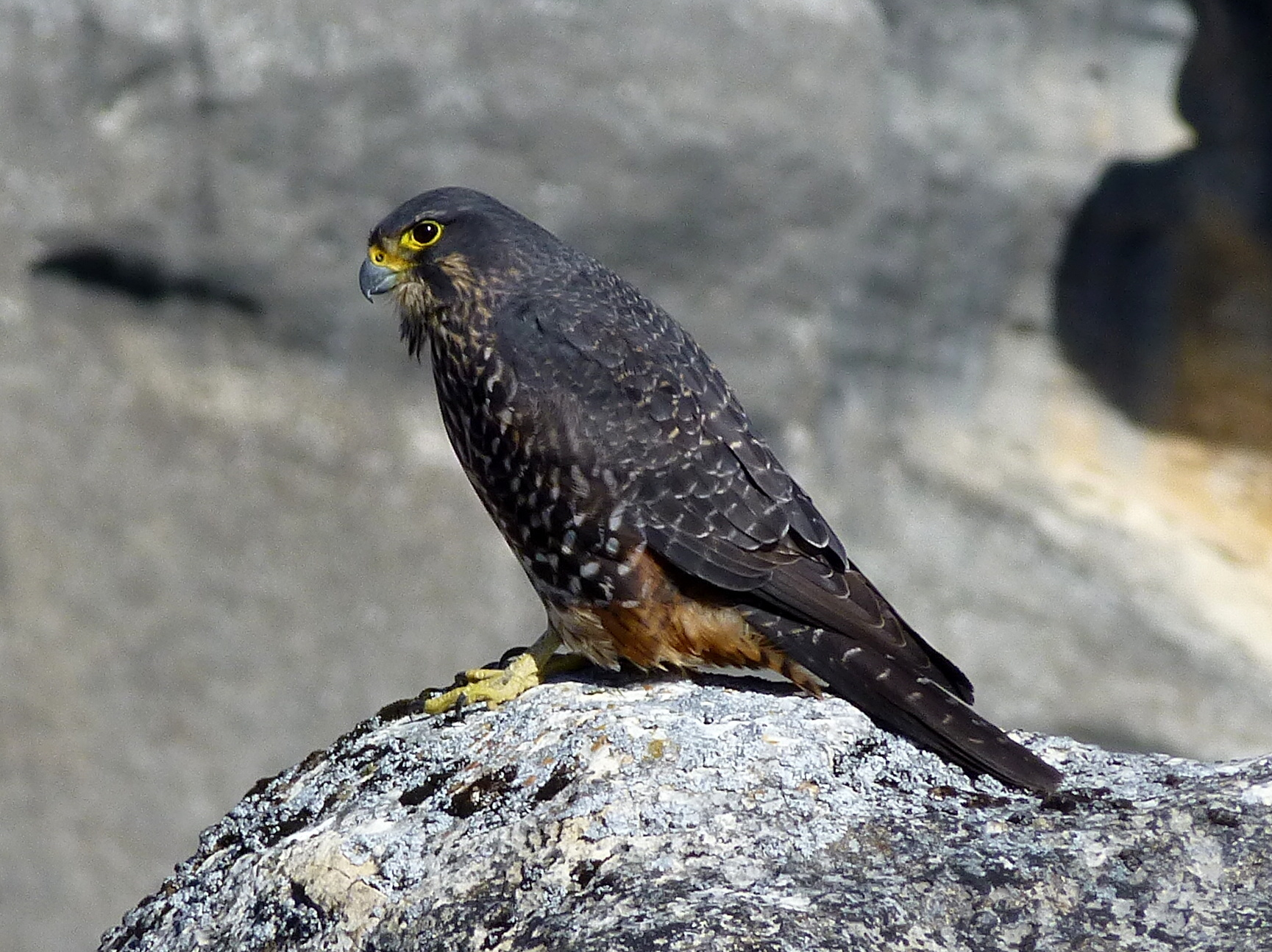
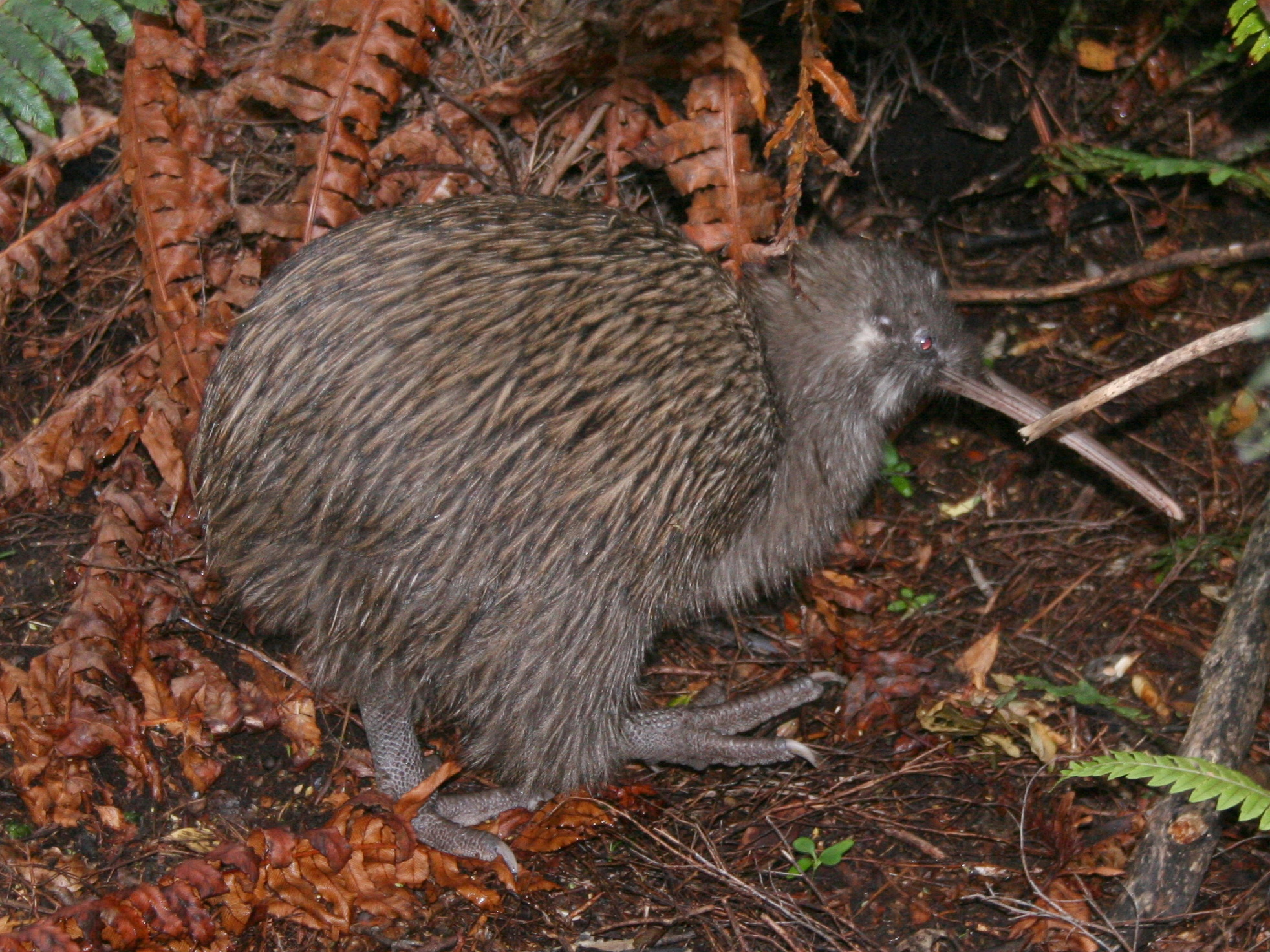